# Австралийско-армянские отношения
Австралийско-армянские отношения — двусторонние дипломатические отношения между Австралией и Арменией. Государства являются членами Организации Объединённых Наций.

## История
Государства официально установили дипломатические отношения в 1992 году, и с тех пор между ними сложились довольно крепкие отношения.

## Армянская диаспора в Австралии
Армяне впервые поселились на территории современной Австралии в 1850-х годах, но основная масса переселенцев прибыли вследствие геноцида армян. Геноцид армян начался в тот же день, когда Антанта решила начать Дарданелльскую операцию против Османской империи с целью быстро закончить войну, но потерпела неудачу. Тем не менее, австралийские войска часто контактировали с армянскими беженцами на Среднем Востоке, и испытывали к ним сочувствие. Армянам был предоставлен статус беженцев для переселения в Австралию после окончания Первой мировой войны, затем миграция достигла пика, когда началась Вторая мировая война, волнения в Иране, Ираке и Сирии, а затем и Первой карабахской войной.
Армянская община Австралии имеет прочные связи с Арменией и часто вступает в конфликты с турецкой и азербайджанской диаспорой из-за карабахского конфликта.

## Признание геноцида армян
Австралия не признаёт геноцид армян из-за своих отношений с Турцией. Однако Армения и Австралия были связаны на протяжении всей Первой мировой войны, когда Австралия в составе Британской империи воевала против османов в тот период времени, когда начался геноцид армян. Для армян сотрудничество с австралийцами стало возможностью избежать геноцида, а австралийцы в тот момент обретали собственную австралийскую идентичность. Частые контакты с депортированными армянами укрепили чувство солидарности и австралийские войска стали оказывать помощь депортированным армянам, а в марте 1918 года австралийский полковник Стэнли Сэвидж спас множество жизней армян и ассирийцев от османских войск. В Антелиасе (Ливан) был открыт австралийский детский приют для оказания помощи армянским сиротам.
В Австралии геноцид армян упоминается благодаря усилиям армянского ученого Викена Бабкеняна и его австралийского коллеги Питера Стэнли, но также стал обсуждаться из-за политических реалий, в частности, из-за растущей враждебности и антиавстралийских высказываний президента Турции Реджепа Тайипа Эрдогана, в частности его обвинений в адрес Австралии в стрельбе в мечетях Крайстчерча в 2019 году.
В 2018 году правительство Австралии поддержала возможность принятия решения о признании геноцида армян.

## Экономические отношения
Общая сумма импорта из Австралии в Армению в период 2014—2018 годов составила примерно 23 миллиона долларов США, а общая стоимость экспорта из Армении — примерно 697 000 долларов США. Пиковым годом импорта в Армению из Австралии стал 2014 год, который составил сумму примерно 9 миллионов долларов США, а пиковым годом экспорта из Армении в Австралию стал 2016 год, который составил 214 000 долларов США.